# St. Benedikt (Herbern)

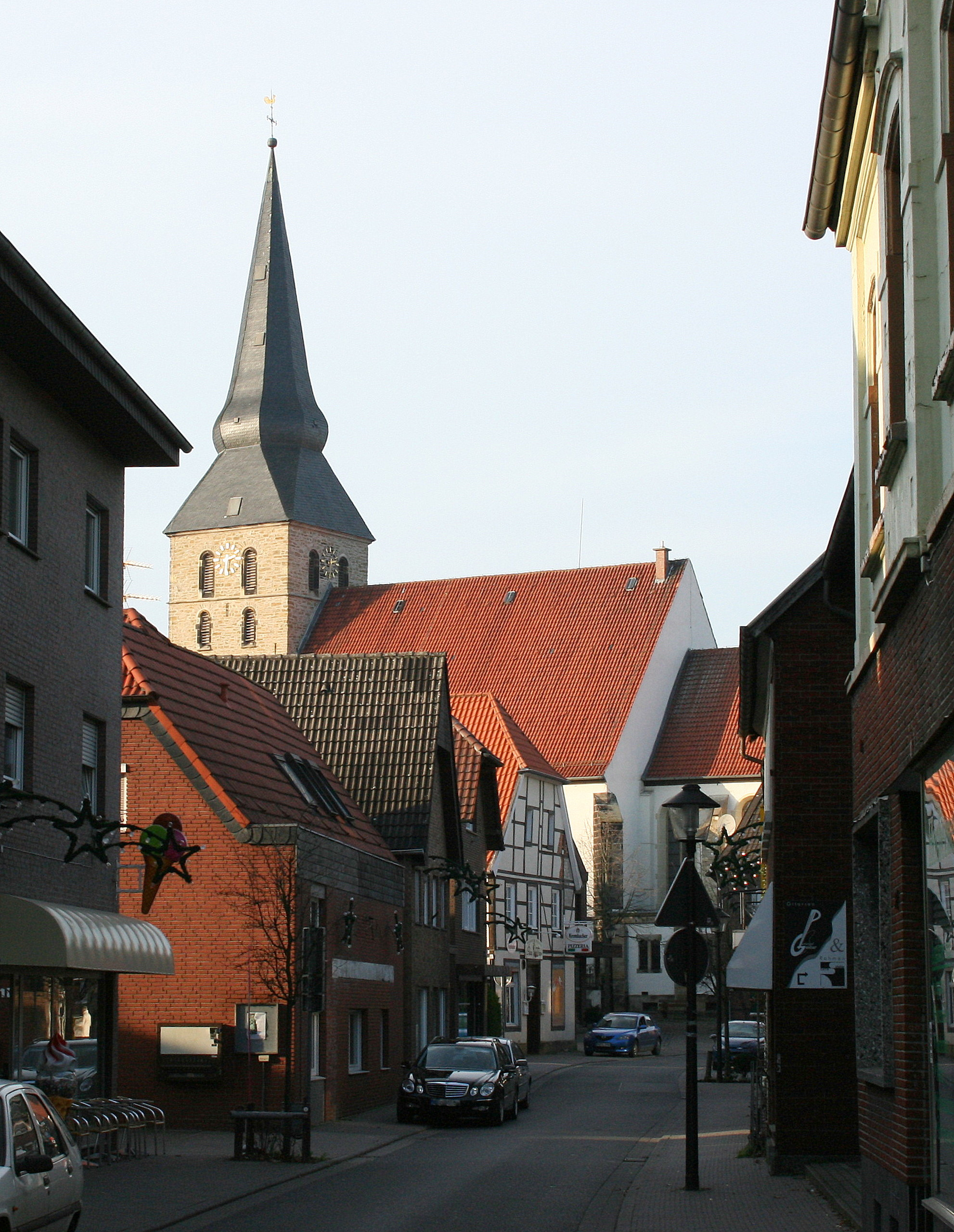
St. Benedikt (Herbern)

Die Kirche St. Benedikt ist die Pfarrkirche der katholischen Gemeinde in Herbern, Nordrhein-Westfalen. Ihr heutiges Aussehen stammt aus dem 17. Jahrhundert. Die Pfarrkirche ist eine nachgotische Hallenkirche mit den Maßen von 16 m Breite für das Kirchenschiff und 7,8 m für den Chorraum. Die Kirche hat eine Gesamtlänge von 35 m.

## Baugeschichte
Die Baugeschichte der Pfarrkirche weist mindestens einen Vorgängerbau auf. Diese romanisch gehaltene Kirche wurde bei einer Restaurierung im Jahr 1876 gefunden. Sie hatte romanische Würfelkapitelle sowie kreisrunde Pilasterschäfte, romanische Blattornamente und kreisrunde Gewölberippen. Der damalige Kaplan in Herbern, Julius Schwieters, fasst den Kirchenbau wie folgt zusammen: „Aus den gefundenen Stücken lassen sich folgende Schlüsse ziehen: Das alte Gotteshaus, war ein kleines romanisches Kirchlein. Dass diese Kirche viel kleiner war als die jetzige, geht daraus hervor, dass innerhalb der heutigen Kirche bei Reparaturarbeiten im Boden zahlreiche Totengebeine gefunden wurden. Zu dem oben erwähnten Kapitell kann nur ein Säulenschaft von höchstens 12 bis 15 Fuß (umgerechnet 3,764 bis 4,571 m) erachtet werden; und solche Säulen lassen eine Öffnung in der Arkadenreihe von nicht mehr als 10 bis 12 Fuß (umgerechnet 3,14 bis 3,764 m) zu. Das Kirchlein hatte zwei Arkadenöffnungen, mutmaßlich mit einem gemeinschaftlichen Blendbogen im Hauptschiff. Unter diesem befand sich – über der Mittelsäule – ein sogenanntes Triforium. An der Außenmauer befand sich irgendwendig die dünnen runden Pilaster mit den Arkadensäulen übereinstimmten. Die Seitenschiffe waren niedrig und hatten je zwei Gewölbekuppeln gegen einen Mittelschiff. Hiernach waren dann in der Seitenmauer kleine rundbogige Fenster.“
Der Kirchturm dieser Kirche brannte 1548 durch ein Feuer ab. Infolge des Dreißigjährigen Krieges (1618–1648) ist die Kirche ganz verfallen. So beschrieb Bischof Christoph Bernhard von Galen am 9. November 1662 „Der Turm der Kirche ist noch immer eingestürzt. Die Kirche ist ganz baufällig und wird, wenn man dem nicht rechtzeitig zuvorkommt, unter Gefährdung vieler Leute einstürzen. Das Taufbecken ist unversehrt und angemessen. Ein Hochaltar des hl. Benedikt ist beschädigt. Die Glocken, mit der des Uhrwerks insgesamt vier, sind noch rechtzeitig aus dem Turm entfernt worden und hängen auf dem Friedhof an einem Holz[gerüst].“
Mit Petrus Wegmann (Pastor von 1663 bis 1703) und durch eine großzügige Spende des Grafen von Merveldt konnte 1663 der Neubau begonnen werden. Zuerst wurde die heutige dreischiffige Hallenkirche mit dem romanischen Turm errichtet und 1666 vollendet. Die Seitenschiffe sind deshalb auch um ein Joch länger als das dreijochige Mittelschiff. Die Kirche wurde im nachgotischen Baustil errichtet. Die Rundstützen schließen mit schlichten runden Kapitellen ohne Schmuck ab. Die Kreuzgewölbe bestehen aus einfachsten Rippen ohne Quergurte und kaum erkennbaren Schlusssteinen. Flache Lisenen an den Mauern im Innern korrespondieren mit den Strebepfeilern an der Außenseite und nehmen die Last der Hauptgewölbegurte auf. Die Fenster bestehen aus einfachem Maßwerk und Rundbögen. Der neue Turm der Kirche wurde 1708 mit der Errichtung der Haube vollendet. Es handelt sich um eine Zwiebelhaube mit Spitze.

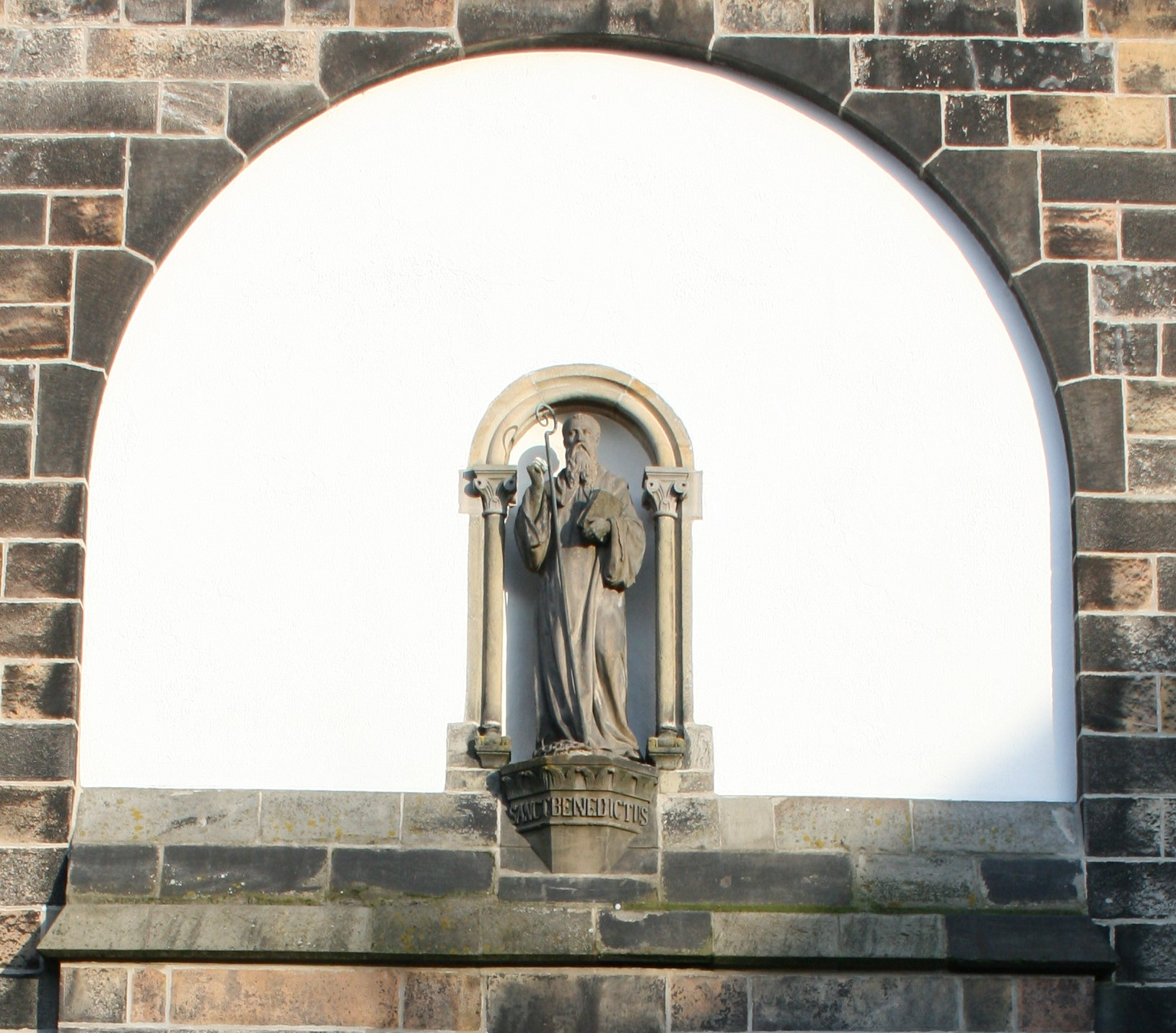
Steinfigur des hl. Benedikt über dem Kirchenportal

1698/99 wurde dem Kirchenschiff ein einjochiger Chor mit Fünfachtelschluss und eine zweigeschossige Sakristei an der Nordseite hinzugefügt. Im oberen Geschoss dieses Sakristeianbaues befand sich ursprünglich das Oratorium für die von Merveldtsche Familie mit einer rundbogigen Öffnung zum Chorraum hin. Der Zugang zu diesem Raum führte über den am Chor stehenden Treppenturm. Das Dach war im Anfang ein Ziegeldach, wurde später aber erst mit Stroh, dann mit blauen Ziegeln und nun wieder mit roten Ziegeln bedeckt. Im 19. Jahrhundert wurde die Kirche aufwendig innen und außen restauriert und umgebaut. 1874 wurde zunächst im Süden des Chores eine zweite Sakristei errichtet. Der Turm sowie die Strebepfeiler wurden mit Bentheimer Sandstein verkleidet. Im Turm wurden die Schallfenster mit Säulchen und Rundbögen verziert. In ähnlicher Weise wurden das Hauptportal sowie die beiden anderen Portale an der Süd- und Nordseite verziert. Die Türen aus dem 17. Jahrhundert wurden durch zweiflügelige Eichentüren ersetzt. Am Hauptportal wurde vom Bildhauer Heinrich Fleige eine Benedikt-Statue aufgestellt. In die Chorwand im Osten wurde eine Nische gehauen und eine Marienstatue eingesetzt. Im Inneren wurde zunächst eine Orgelbühne von der heimischen Schreinerei Stohlbrink aufgestellt. Diese wurde vor der Orgel, die sich schon in einer Nische im Turm befand, aufgebaut. 1850 wurde der Gang im Kirchenschiff mit Beckumer Feldstein gepflastert. Dazu wurden neue Bänke angeschafft, die die alten aus dem Jahr 1680 ersetzten. Diese wiederum wurden 1994 überarbeitet. Dazu wurde die Ausstattung modernisiert. Die letzte Restaurierung fand 1994 statt. Die Außenfassade bekam einen weißen Putz. Beim Turm wurden die beiden oberen Geschosse im Stil von 1875 erhalten.

## Fenster
Die Fenster schließen mit Rundbögen ab und wurden nach dem Krieg 1957 von der Firma van der Forst in Münster hergestellt und sind zum Teil Stiftungen von Gemeindemitgliedern. Im Chor bilden drei Fenster die Heilsgeschichte und die Festkreise des Kirchenjahres ab. Die Fenster wurden 1968 auf eigene Kosten durch Pfarrer Lorenz Bernhard von der Firma Nienhaus aus Wessum bei Ahaus eingesetzt. Die Fenster sind viergeteilt. Im oberen Teil werden neutestamentliche Darstellungen gebracht. Die Mitte und der größte Teil des Fensters zeigt das Heilsgeheimnis, welches das gesamte Fenster repräsentiert. Im Teil darunter werden alttestamentliche Szenen passend dazu aufgezeigt. Den Abschluss bilden Fenster mit Porträts von Propheten mit einem Verweis auf ihre Schrift, die zu dem Fenster passen. Im linken Fenster wird Weihnachten dargestellt. Der neutestamentliche Teil zeigt die Predigt von Johannes dem Täufer und die Taufe Jesu durch Johannes. Die Predigt des Johannes ist ein Thema in der Adventszeit und das Fest der Taufe des Herrn schließt den Festkreis ab. Der Hauptteil des Fensters zeigt die Anbetung der drei Weisen aus dem Morgenland. Der alttestamentliche Teil zeigt uns die Erschaffung des Menschen durch Gott in Genesis 1 und den Sündenfall in Genesis 2. Im unteren Teil kommen die Propheten Moses und Micha. Das mittlere Fenster zeigt das Osterereignis. Der neutestamentliche Teil zeigt das Emmaus-Geschehen und die Begegnung des Thomas mit dem Auferstandenen. Die Emmaus-Geschichte ist das Evangelium des zweiten Osterfeiertages. Thomas und Christus wird am Weißen Sonntag, dem Sonntag nach Ostern, als Evangelium gelesen. Der Hauptteil des Fensters zeigt zum einen das Auferstehungsgeschehen und zum anderen die Begegnung der drei Frauen mit dem Engel am leeren Grab. Der alttestamentliche Teil zeigt die Wasserspendung durch Mose am Stein der Versuchung, den Durchzug des Volkes Israel durch das Rote Meer, die Geschichte der Arche Noah und Jona im Bauch des Fisches. Alles Themen, die in der Osternacht oder mit Ostern in Verbindung gesetzt werden. Im unteren Teil kommen die Propheten König David und Jesaja. Im Fenster werden Pfingsten und die Zeit nach Pfingsten dargestellt. Der obere Fensterteil zeigt das Martyrium der Apostelfürsten Petrus und Paulus. Dieses Geschehen wird zwar nicht in der Bibel erwähnt, gehört aber zur neutestamentlichen Zeit. Es symbolisiert auch das gesamte Martyrium etlicher Heiliger und Christen, als Auswirkung von Pfingsten. Der Hauptteil des Fensters zeigt die Ausschüttung des Heiligen Geistes an die zwölf Apostel sowie Maria. Der alttestamentliche Teil zeigt auf mythologische Weise den Heiligen Geist, was durch die beiden Bibelzitate der Propheten Ezechiel und Joel, die im unteren Teil zu sehen sind, ergänzt wird.

## Ausstattung
Das markanteste Ausstattungsstück ist im Chor der Hochaltar aus dem Jahr 1865. Er ist aus Baumberger Sandstein nach dem Entwurf von einem Wördemann gefertigt. Er ist ganz biblisch gehalten. Unterhalb der Altarplatte stehen zwischen den Säulen die Figuren des Propheten Jesaja und des Königs David – auf dem „Fundament“ des Alten Testaments ruht der christliche Glaube. Im Altaraufsatz befinden sich die vier Evangelisten: Matthäus, Markus, Lukas und Johannes. Links und rechts vom Tabernakel, der aus einer Jesuitenkirche stammte, sind die Figuren der Apostel Petrus und Paulus angebracht. Sie stehen für die Menschen, die von Christus ganz in seinen Dienst genommen und ausgesandt wurden, das Reich Gottes zu verkünden. Oberhalb des Tabernakels ist ein Responsorium für die Monstranz mit eigenen Türen mit einem Engel, der die Weihnachtsbotschaft aus dem Lukasevangelium verkündet: „Et in terra pax hominibus“ (übersetzt: „Und Friede auf Erden den Menschen“). Eingerahmt von zwei Engeln auf den Ecken des Altaraufsatzes krönt eine Kreuzigungsgruppe, bestehend aus Maria, dem Kreuz und Johannes, den Hochaltar. Der Hochaltar ersetzte den alten Hochaltar aus den Jahren 1680–1690, der aus Holz gefertigt war.
Der Zelebrationsaltar, der aus Baumberger Sandstein besteht, steht in der Mitte des Altarraums. Die Säulchen wurden von den früheren Nebenaltären übernommen. Der Altar wurde am 20. Mai 1979 von Bischof Heinrich Tenhumberg konsekriert und mit Reliquien der hl. Hildegard von Bingen versehen. Neben den beiden Statuen des hl. Josef und der hl. Jungfrau Maria, die unter der Orgelempore angebracht sind, bilden noch eine Herz-Jesu-Statue und eine Herz-Marien-Statue aus dem Jahr 1874 von Bildhauer Fleige aus französischem Sandstein und eine St.-Luidger-Statue und eine Königin-Madonna-Statue auf der Orgelempore den Figurenschmuck in der Kirche.
Im Chorraum befinden sich zwei Chorgestühle. Sie stammen aus dem 17. Jahrhundert und hatten bis zur Mitte des 20. Jahrhunderts eine Überdachung. Aus den Rückwänden der Überdachung wurden zum einen der Ambo und das Lesepult im Chorraum und zum anderen der Schriftenstand im hinteren Teil der Kirche geschaffen. Dazu besaß die Kirche noch bis zum Konzil vier Chorgestühle. Von den Chorgestühlen gehörten zwei dem Hause Westerwinkel und jeweils eines der Pfarrgemeinde und dem Hause Ittlingen. Bis 1865 waren zwei der Chorgestühle mit dem Rücken zum Kirchenraum aufgestellt und bildeten so mit ihrer Rückwand eine Art Lettner. Unter den jetzigen beiden Chorgestühlen befinden sich die Eingänge zu der Gruft unter dem Chor, in dem die Grafen von Merveldt und die Freiherren von Nagel liegen. An der nördlichen Chorwand ist ein Sandstein-Epitaph des Grafen Herman von Merveldt zu Westerwinkel († 1599) und seiner Frau Ursula von Deipenbrock († 1591) angebracht, das das Ehepaar in betender Haltung zeigt.
Am ersten Pfeiler des Kirchenraums steht eine kunstvoll geschnitzte Kanzel. Sie wurde am 1. April 1882 anstelle der Barockkanzel aus dem Jahr 1680, die damals von Pastor Petrus Wegmann eigenständig erworben wurde, aufgestellt. Die neue Kanzel wurde vom Schreinermeister Reher mit seinen Gesellen B. Kranefeld und H. Wessel gefertigt. In der Bogenfüllung sind Bilder des hl. Ludgerus, des ersten Bischofs von Münster, des hl. Paulus, Patron des Bistums, des hl. Bonifatius, Apostel Deutschlands und des hl. Benedikt.
Von besonderem künstlerischem Wert ist die Weihnachtskrippe der Pfarrkirche. Sie stammt aus den Jahren 1884 und 1885 und ist aus Pinien- und Zirbelholz von dem Krippenschnitzer Stuflesser aus St. Ulrich in Südtirol gefertigt. Die Figuren haben eine Größe von bis zu 110 cm. Die Figuren waren im Original farblich gestaltet, wurden aber 1971 unter dem damaligen Pfarrer Heinz Wigger abgelaugt und gewachst. In einer Restaurierung in den 1990er Jahren wurde aber die originale Farbfassung wiederhergestellt.
Das älteste Ausstattungsstück in der Kirche ist das Vesperbild aus dem 17. Jahrhundert. Er ist koloriert und zeigt die Mutter Gottes Maria, wie sie ihren verstorbenen Sohn in den Armen hält. Es ist eine Dauerleihgabe von der Familie Mense. Das älteste liturgische Stück ist der einfache, aus Baumberger Sandstein gefertigte Taufstein. Der Taufstein ist als Oktogon gestaltet und hat ein Zinnbecken, in das die Jahreszahl 1723 eingeschlagen wurde. Der Deckel des Taufsteines aus dem Jahr 1850 ist aus Holz gestaltet und ähnelt einem Zelt, welches mit einem Kreuz gekrönt ist. Auf den Flächen zwischen den Streben sind abwechselnd Propheten und Evangelisten dargestellt. Diese deuten mit ihren Schriftrollen auf Bibelstellen. Bei den Evangelisten ist dem Künstler ein Fehler unterlaufen. Er hat die Symbole der Evangelisten Markus und Lukas vertauscht.
Der neueste Ausstattungsgegenstand in der Pfarrkirche St. Benedikt ist eine aus Baumberger Sandstein gefertigte 145 cm hohe Statue des Kirchenpatrons Benedikt von Nursia. Die Statue wurde von dem ortsansässigen Steinmetz und Gestalter im Handwerk Andreas Fabritius gefertigt. Sie zeigt den hl. Benedikt dem Beter zugewendet und reicht ihm seine Regel. Auf dem Buchdeckel steht die Formel „ora et labora“. Die Statue wurde am Benediktfest 2010 gesegnet. Sie wurde vom damaligen Pfarrer der Gemeinde Rudolf Kruse anlässlich seines 60. Geburtstags der Pfarrei geschenkt. Sie ersetzt eine kolorierte Eichenholzstatue des hl. Benedikt aus dem 17. Jahrhundert, die aus einer Abtei bei Osnabrück stammte. Sie stand nach 1803 im Dom zu Osnabrück und fand ihren Weg nach Meschede in die neugegründete Abtei Königsmünster und wurde von hier 1972 der Pfarrei geschenkt.
Seit 2006 befindet sich im Kirchenfoyer eine Stempelstelle des westfälischen Jakobuswegs, die von der ortsansässigen Jacobi-Schützenbruderschaft gespendet wurde. Der baltisch-westfälische Jakobsweg wurde am 7. April 2008 an der Pfarrkirche und dem Schloss Westerwinkel eröffnet.

## Orgel
Die Orgel wurde 1894 von dem Orgelbauer Friedrich Fleiter (Münster) gebaut. Sie ist Nachfolgerin einer Orgel, die Orgelbauer Kramer (Dülmen) von 1845 errichtet hatte und die wiederum ein Instrument von 1723 von Sylvester Heilmann ersetzte. Die Fleiter-Orgel gehört zu den wenigen Instrumenten in Westfalen, die unverändert erhalten sind. Sie verfügt über 21 Register, verteilt auf zwei Manuale und Pedal. Sie besitzt einen neuromanischen Prospekt mit Schnitzereien und Prospektpfeifen. Die Orgel wurde 1994 völlig ausgebaut und restauriert. Die letzte Generalüberholung fand 2010 statt. Restaurierung und Reinigung führte die Erbauerwerkstatt Fleiter in Münster durch. Die Disposition lautet wie folgt:
| I Unterwerk C–f3 |                  |    |
| 1.               | Geigenprincipal  | 8′ |
| 2.               | Lieblich Gedeckt | 8′ |
| 3.               | Salicional       | 8′ |
| 4.               | Flauto dolce     | 4′ |
| 5.               | Waldflöte        | 2′ |

| II Hauptwerk C–f3 |                     |       |
| 6.                | Bourdon             | 16′   |
| 7.                | Principal           | 8′    |
| 8.                | Hohlflöte           | 8′    |
| 9.                | Gamba               | 8′    |
| 10.               | Oktave              | 4′    |
| 11.               | Rohrflöte           | 4′    |
| 12.               | Quinte              | 2 ⁄3′ |
| 13.               | Oktave              | 2′    |
| 14.               | Mixtur III          | 1 ⁄3′ |
| 15.               | Kornett III (ab g0) |       |

| Pedalwerk C–d1 |            |     |
| 16.            | Subbaß     | 16′ |
| 17.            | Violonbass | 16′ |
| 18.            | Principal  | 8′  |
| 19.            | Octave     | 4′  |
| 20.            | Posaune    | 16′ |
| 21.            | Trompete   | 8′  |

- Koppeln: I/II, I/P, II/P
- Spielhilfen: Fort-/Piano Einrichtung im Pedal

## Glocken

### Bestand
Erstmals werden Glocken in Herbern im Jahr 1662 erwähnt. Im 18. Jahrhundert wurden drei neue Glocken angeschafft. Die älteste wurde im Jahr 1722 gegossen und wurde von der Familie von Nagel der Kirche gespendet. Sie war dem hl. Benedikt geweiht und hatte einen Durchmesser von 1,04 m. Am Helm trug sie drei Wappen mit Umschriften. Die große Glocke bekam 1734 beim Totenläuten einen Sprung und um die Mitte des 18. Jahrhunderts ebenfalls die kleinste Glocke. 1767 wurden sie ersetzt. 1835 wurde eine kleine Glocke von Pfarrer Heinrich Otto Gendt „Zu Ehren der seligen Jungfrau Maria“ angeschafft. Zwei der vorhandenen Glocken mussten im September 1918 für Kriegszwecke abgegeben werden. Die verbleibenden ältesten Glocken wiesen große Verschleißspuren auf und mussten auch ersetzt werden. Daher wurden 1922 vom damaligen Pfarrer Anton Rave vier neue Glocken angeschafft. Dazu kam die Barbaraglocke, die zwar wie die Schlagglocke 1918 zu Kriegszwecken abgeliefert, aber nicht eingeschmolzen wurde. Da die beiden älteren Glocken verschlissen waren, entschloss sich die Gemeinde 1922 zur Anschaffung von vier neuen Glocken, die von Petit & Gebr. Edelbrock gegossen wurden. Alle bis auf eine kleine Benedikt-Glocke, die außerhalb des Turmes waren, mussten 1943 wiederum abgegeben werden. Die kleine Glocke außen wurde 1943 nicht zerstört. Diese wurde von der Briloner Firma bei Lieferung der fünf neuen Glocken in Zahlung gegeben und eingeschmolzen, weil der Klang nicht zu den anderen Glocken passte. Pfarrer Heinrich Bayer beschaffte nach dem Zweiten Weltkrieg 1948 von der Firma Albert Junker in Brilon fünf neue Glocken. Alle Glocken sind aus einer Kupfer-Silizium Mischung. Die Glocke St. Benedictus wurde von Graf und Gräfin von Merveldt auf Westerwinkel gespendet.
| Nr. | Name           | Ø(mm) | Tonlage | Inschriftsprache | Inschrift/Übersetzung |
| --- | -------------- | ----- | ------- | ---------------- | --- |
| 1   | Herz-Jesu      | 1560  | c′      | Deutsch          | „Jeder meiner Töne spricht hochgelobt sei Jesus Christ“ |
| 2   | St. Michael    | 1310  | es′     | Deutsch          | „Führer im Kampf Sieger im Streit führ uns durch Kampf zur Seligkeit“ |
| 3   | St. Joseph     | 1150  | f′      | Latein           | „Prector Regis, Recator Gregis, Invito Gregem ad Christum Regem“ / „Schützer des Königs, Fürsprecher der Herde ich lade ein die Herde zu Christus, dem König.“ |
| 4   | St. Benedictus | 1030  | g′      | Latein/Deutsch   | „St. Benedict wir weihen dir zu Dank diese Glocke hier. Bewahre uns und diesen Ort auch fürderhin vor Raub und Mord.“ „Domine, refugium factus es nobis a generatione in generationem“ / „Herr, du hast uns einen Zuchfluchtort geschaffen von generation zu Generation.“ |
| 5   | St. Maria      | 870   | b′      | Deutsch          | „Bitte für uns, Maria!“ |